# Sơn Dung
Sơn Dung là một xã thuộc huyện Sơn Tây, tỉnh Quảng Ngãi, Việt Nam.
Xã Sơn Dung có diện tích 45,88 km², dân số năm 1999 là 3.207 người, mật độ dân số đạt 70 người/km².